# KATZE II
『KATZE II』（カッツェ・ツー）は、KATZEの2枚目のライブアルバム。1991年11月21日発売。発売元はテイチク・レコード（現・テイチクエンタテインメント）。

## 解説
KATZEの2枚目ライブ・アルバム。メジャー・デビュー後の1988年12月12日の東京・新宿パワーステーション公演を中心に、解散ツアー最終公演1991年5月26日の東京・中野サンプラザ公演からも3曲収録されている。同じ曲が収録されているが、上記公演場所が異なる為、演奏に違いがある。

## 収録曲
1. BLIND EMOTION
2. HEART VISION
3. SHOCKING PART II
4. DESTINY
5. LA・LA・LA?
6. MOTION
7. LONELY NIGHT
8. IN THE MOONLIGHT
9. LOVE GENERATION
10. HOLD ME
11. BLIND EMOTION
12. LONELY NIGHT